# Тыртов, Валерьян Михайлович
 Валерьян Михайлович Тыртов (? — до 1836) — офицер Гвардейского экипажа, участник событий 14 декабря 1825 года. После шести месяцев ареста был наказан в административном порядке и переведён под надзор начальства сначала в Каспийскую флотилию, а потом на Черноморский флот. Участвовал в русско-турецкой войне. Отличился в морском сражении под Варной.

## Происхождение и воспитание
Родился в дворянской семье. Отец — подполковник Михаил Тыртов, мать — Матрёна Алексеевна. Воспитание получил в Морском кадетском корпусе, в который был зачислен 29 июня 1815 года.

## Служба
Выпущен из корпуса мичманом 23 февраля 1820 года одновременно с будущими сослуживцами по Гвардейскому экипажу А. П. Беляевым, П. А. Бестужевым, М. А. Бодиско. В 1823 году получил назначение в престижный Гвардейский экипаж.

## В канун мятежа на Сенатской площади
В канун событий 14 декабря 1825 года служил в Гвардейском экипаже под началом командира 2-й роты лейтенанта Е. С. Мусина- Пушкина. Среди его знакомых были либералы, «бредившие свободными стихами». Наряду с другими однокашниками и сослуживцами входил в круг участников действовавшего в Гвардейском экипаже общества свободомыслящих офицеров, тесно связанных с руководителями Северного общества. Предметом их дискуссий стало обсуждение необходимости проведения в России политических преобразований.
При обсуждении известия об отказе от престола Константина Павловича и назначении новой присяги Николаю Павловичу утром 14 декабря мичман В. М. Тыртов уверял товарищей, что Измайловский лейб-гвардии полк не будет переприсягать. Он же первым откликнулся на просьбу капитан-лейтенанта Н. А. Бестужева, приезжавшего в Гвардейский экипаж для оценки его готовности к выступлению и для координации дальнейших действий, поехать к измайловцам, чтобы узнать о происходивших там событиях, так как по намеченному Северным обществом плану моряки и лейб-гвардейцы должны были вместе выйти на Сенатскую площадь. По возвращении он сообщил, что Измайловский полк, несмотря на готовность ряда его офицеров «умереть за отечество», всё же присягнул Николаю I. Вскоре после этого экипаж самостоятельно почти в полном составе вышел на площадь.
В своём «Алфавите» А. Д. Боровков отметил, что на площади Тыртова не видели, а поведение его по показаниям арестованных сослуживцев объяснялось импульсивностью характера, так как он, «видя всех в каком-то восторге, немного и сам было воспламенился, но когда собрались на дворе, его уже не стало».

## Следствие
До ареста мичман Тыртов успел составить датированный 19-м декабря 1825 года «Список нижним чинам Гвардейского экипажа 2-й роты, после случившегося происшествия 14-го числа сего месяца убитым, раненым в госпиталях и безвестно не явившимся». Большинство офицеров Гвардейского экипажа, даже выходивших на Сенатскую площадь, но вернувшихся в казармы до разгона восстания, после ареста были оставлены на гауптвахтах, тем не менее, несколько человек, включая В. М. Тыртова, которого даже не видели среди восставших, были отправлены в крепостные казематы. Следствие располагало только информацией, что он выполнял поручения участника Северного общества Н. А. Бестужева, но сам в тайных обществах не состоял.
Дело мичмана Гвардейского экипажа Тыртова должно было быть в ведении А. Х. Бенкендорфа, возглавлявшего следствие по участникам Северного общества, но документы его дела не были подписаны ни одним из членов Следственного Комитета. По мнению историка О. В. Эдельман «дела, оставшиеся без подписей, были заведены в основном на лиц, мало или вовсе не причастных к тайным обществам, подавляющее их большинство не было отдано под суд».
Историк П. В. Ильин относил декабриста В. М. Тыртова к группам «возможных членов Общества офицеров Гвардейского экипажа, не находившихся на Сенатской площади, но принявших определённое участие в событиях 14 декабря» (всего 11 человек) и «наказанных в административном (несудебном) порядке» (всего 110 человек).

## Наказание и продолжение службы
По высочайшему повелению от 13 июня 1826 года мичман В. М. Тыртов был отправлен под бдительный надзор в ластовые экипажи Каспийской флотилии. В 1827 году переведен в Черноморский ластовый экипаж. Участвовал в русско-турецкой войны 1828—1829. Отличился в морском сражении с неприятельскими кораблями под Варной и в августе 1828 года был произведен в лейтенанты. Зачислен в 38 флотский экипаж, приписанный к Николаеву. Уволен от службы 2 марта 1832 года.
Жил и умер в имении матери в деревне Верхнее Скрябино Покровского уезда Владимирской губернии. Похоронен на погосте Покров-Пенья на Вольге возле церкви Покрова Пресвятой Богородицы.

## Комментарии
1. ↑  При аттестации в 1828 году был охарактеризован, как «поведения пьяного».
2. ↑  Имение было продано в 1836 году.